# Omizodes rubrifasciata
Omizodes rubrifasciata là một loài bướm đêm trong họ Geometridae.